# Paul Burgess
Paul Burguess (Mánchester, Inglaterra, 1950) fue batería de Jethro Tull durante un breve tiempo, entre mayo y septiembre de 1982, en sustitución de Gerry Conway y realizó una gira por Europa y Norteamérica con la banda.
Fue batería de Diez Centímetros Cúbicos (10cc), grupo que, paradójicamente, según declaraciones explícitas, no le gustaba a Ian Anderson.
Burgess fue reemplazado por Doane Perry y no llegó a grabar ningún álbum con la banda.
En 1983 se une a la nueva formación de la banda inglesa Camel, liderada por Andy Latimer, grabando dos discos, Stationary Traveller (1984) y Pressure Points (1985) y haciendo gira. Más tarde, en 1992, vuelve a grabar y salir de girar con Camel para el álbum Dust and Dreams. 
También fue baterista de la banda The Invisible Girls, al lado de Martin Hannett, productor del grupo post-punk Joy Division. Con esta agrupación, realizó discos para el poeta John Cooper Clarke, Pauline Murray de Penetration, y la cantante alemana Nico.